# Personen der Saefkow-Jacob-Bästlein-Organisation
Die Saefkow-Jacob-Bästlein-Organisation war eine der größten Widerstandsorganisationen während des Zweiten Weltkrieges in Deutschland. Sie bildete sich in Berlin und hatte Kontakte in viele andere Regionen. Sie wird deshalb in der Literatur auch als Operative Leitung der KPD bezeichnet. Es gehörten aber nicht nur Kommunisten zu den Gruppen der Saefkow-Jacob-Bästlein-Organisation.
Zu den 506 bekannten Personen gehörten etwa 200 vor 1933 zur KPD, 22 zur SPD bzw. SAP und rund 200 waren parteilos; jede vierte war eine Frau. 160 Männer und Frauen waren vor 1933 gewerkschaftlich organisiert, über 60 davon im DMV.
Bei den Personen, die außerhalb von Berlin und Brandenburg wirkten, ist der jeweilige Ort oder die Region angegeben.

## A
- Hans Ackermann, Argus (Reinickendorf)
- Paul Albrecht, Werkzeugmacher, Kärger AG
- Bernhard Almstadt (1897 in Linden (Hannover) –1944 in Brandenburg a.d. Havel), Geschäftsführer des Arbeiter-Sport-Verlages, Todesurteil, Todesort: Zuchthaus Brandenburg-Görden
- Judith Auer (1905 in Zürich–1944 in Berlin-Plötzensee), Stenotypistin, KWO (Kabelwerk Oberspree), Todesurteil

## B
- Willi Bänsch (1908 in Berlin–1944 in Brandenburg a.d. Havel), Schlosser, Todesort: Zuchthaus Brandenburg-Görden
- Elli Bänsch
- Bernhard Bästlein (1894 in Hamburg–1944 in Brandenburg a.d. Havel), Feinmechaniker, Todesurteil, Todesort: Zuchthaus Brandenburg-Görden
- Karl Baier (1887 in Magdeburg–1973 in Berlin), Schreiner/Tischler und Politiker
- Julius Balkow (1909 in Berlin–1973 in Berlin), Maschinenbau-Ingenieur, zu sieben Jahren Zuchthaus verurteilt
- Paul Bartsch, Dreher
- Walter Basalay, Gärtner
- Gustav Basse (1894 in Wasserleben bei Wernigerode–1944 in Brandenburg a.d. Havel), Unternehmer, Ingenieur, am 6. November 1944 im Zuchthaus Brandenburg-Görden hingerichtet
- Reinhard Baum, Mechaniker und Techniker, FA. Bosse
- Richard Bergow (1896–?), Stuckateur, 12. Juli 1944 verhaftet, 14. April 1945 befreit
- Ernst Beuthke (* 3. März 1903 in Berlin; † 11. August 1943 in Oranienburg), Lagerarbeiter, Todesort: Industriehof des KZ Sachsenhausen, Spanienkämpfer
- Charlotte Bischoff (1901 in Berlin–1994 in Berlin), Stenokontoristin, Die Innere Front
- Margarete Blank (1901 in Kiew–1945 in Dresden), Leipzig, Ärztin
- Willi Bolien (1907–1944), Todesort: Gestapoleitstelle Berlin-Alexanderplatz[2]
- Max Borrack (1901–1945 in Brandenburg a.d. Havel), Handelsvertreter, Todesurteil
- Marta Borrack, zu zwei Jahren Gefängnis verurteilt
- Wilhelm Bösch (1897–1945 in Berlin), Maschinenschlosser, AEG Turbine (Moabit), Todesort: Berlin-Plötzensee
- Bruno Braun, Daimler-Benz AG
- Hermann Bruse (1904 in Hamm/Westfalen–1953 in Berlin), Magdeburg, Maler und Graphiker, Todesurteil. Das Urteil wurde jedoch nicht vollstreckt.
- Richard Budach (* 1901 in Bohnsdorf im Kreis Teltow;†?), Dreher und Fräser, AEG Wildau, mit Emilie Bley verheiratet, KPD, RGO, RHD
- Gustav Boguslawski (1895–1971), Schlosser, FA. Ludwig Loewe

## C
- Martha von Ceminski
- Gerhard Churfürst

## D
- Hermann Danz (1906–1945), Magdeburg, Schmied, Todesurteil
- Erich Dawideit  (1909 in Berlin–†1945 in Keuprulu/Veles, Jugoslawien),
- Werner Deckers (1913–1993), Handelsvertreter
- Walter Demant (1900–?), Argus
- Franz Demuth (1895 in Hamburg–1971 in Berlin), Redakteur, Hamburg/Berlin
- Arthur Deutschmann, Daimler-Benz AG
- Georg Dimentstein (1897 in Kirchhain/Niederlausitz–1945 in Oranienburg), Berlin, Künstler und Gebrauchsgrafiker, Todesurteil, Todesort: KZ Sachsenhausen
- August Ditzell, Werkzeugschlosser, Kärger AG
- Heinz Dohrenberg (1910–†?), Berlin, Terminbearbeiter, verurteilt zu 10 Jahren Zuchthaus
- Rudolf Drabinski
- Arthur Drelse (1896–†?), Dreher
- Alfred Drüsener (?–1943), Siemens-Plania
- Heinz Drzymala, Werkzeugmacher, FA. Teves Wittenau

- Georg Dünninghaus (1893–1953), KPD-Funktionär

## E
- Max Eckert, Knorr-Bremse
- Peter Paul Eickmeier
- Fritz Emrich (1894–1947), Schneider
- Hertha Engel
- Otto Engert (1895–1945), Leipzig, Zimmermann, Todesurteil
- Helene Ettig

## F
- Erich Faehling (auch: Erich Fähling) (1899–1981), FA. Stolzenberg (Reinickendorf)
- Theo Feuerherdt, Einrichter
- Margarethe Fischer (1910–1999)
- Hans Fischer
- Margarete Fischer
- Herbert Förster
- Siegfried Forstreuter (1914–1944), Werkzeugdreher in Berlin, KPD Mitglied, Todesurteil, FA. Stolzenberg (Reinickendorf)
- Alfred Frank (1884–1945), Leipzig, Maler und Grafiker, Todesurteil
- Erwin Freyer (1914–1992), Berlin, Todesurteil (ausgesetzt), Henschel Flugzeug-Werke
- Karl Fübinger (1900–1945), Kalkulator

## G
- Fritz Giersch, Knorr-Bremse
- Walter Glass (* 7. März 1989 in Magdeburg; † 2. Dezember 1956 in Berlin), Inhaber einer Modelltischlerei, Vater von Lucie Nix und Vera Wulff, beherbergte und versorgte 1944 mit seinen Töchtern den geflohenen Bernhard Bästlein, hatte Kontakt zu Franz Jacob, Festnahme 5. Juli 1944, VGH-Urteil am 1. November 1944 – 4 Jahre Zuchthaus
- Werner Goethert, Hasse&Wrede (Marzahn)
- Otto Gohlke
- Fritz Goll (1897–1985), Schneider, Siemens-Plania
- Fritz Goltz (1914–1984), Schneider, Argus (Reinickendorf)
- Maria Gorelowa
- VN:? Götz, AEG Turbine (Moabit)
- Max Grabowski (1897–1981) Die Innere Front
- Otto Grabowski (Widerstandskämpfer, 1892), (1892–1961) Die Innere Front
- Otto Grabowski (Widerstandskämpfer, 1901), Wildau (1901–1944)
- Otto Gresch
- Artur Grimmer, (1906–1982)
- Rudolf Grimmer, (1908–1974)
- Grete Groh-Kummerlöw (1909–1980), Plauen, Textilarbeiterin
- Richard Grubitz
- Melchior Gruda[3]

## H
- Auguste Haase (1899–1945), Arbeiterin, Zepernick, Todesurteil, Todesort: Berlin-Plötzensee
- Bruno Hämmerling (1896–1944), KWO, Todesurteil
- Harry Harder, FA. Stolzenburg (Reinickendorf)
- Otto Hartmann, Siemens-Plania
- Hedwig Hartung (1914–1945)
- Auguste Hegenbarth
- Paul Hegenbart (1884 in Anklam–1945), Tapezierer und Sattler, Todesort: Zuchthaus Brandenburg-Görden
- Willi Heinze (1910–1945), Schneider, Todesurteil
- Wolfgang Heinze (1911–1945), Leipzig, Jurist, Todesurteil
- Waldemar Hentze (1902 in Berlin –1945 im Zuchthaus St. Georgen-Bayreuth), FA. Stolzenberg (Reinickendorf)
- Reinhold Hermann (1885–1945), Buchdrucker/Arbeiter
- Willy Hielscher (1904–1945), Todesurteil
- Gerhard Hildebrandt, FA. Ludwig Loewe (Moabit)
- Paul Hinze (1906–1945), Fleischer/Metzger, Todesurteil, verhaftet im April 1944
- Herbert Hirl, Arbeiter, Kärger AG
- Paul Hirsch (1907–1945), Werkzeugmacher, verhaftet im Juli 1944, Flucht auf Weg zum VGH, gestorben August 1945 in sowjetischer Kriegsgefangenschaft
- Dr. Georg Hirschberg
- Martin Hirschberg, Siemens-Plania
- Adolf Hofmann, FA. Ludwig Loewe (Moabit)
- Josef Höhn (1902–1945),
- Arthur Hoffmann (1900–1945), Leipzig
- Walter Homann (?–1945), Schlosser, AEG Turbine (Moabit), Todesort: Berlin-Plötzensee
- Cäsar Horn (1914–1945),
- Erwin Hübenthal, Kärger AG
- Richard Huwe (1894–†?), Vorarbeiter

## I
- August Imhof, Rentner

## J
- Franz Jacob (1906–1944), Maschinenschlosser
- Herbert Jacobi, Unternehmer und Schweißer, FA. Schweißerei Jacobi, FA. Ludwig Loewe (Moabit)
- Max Jacobi (1890–†?), Ludwig Loewe
- Otto Jahn, Lackierer, Hasse & Wrede (Marzahn)
- Alfred Janitzky (1904–1969), Maschinenschlosser, AEG Turbine (Moabit)
- Erich Janke, FA. Ludwig Loewe (Moabit)
- Hans Jendretzky (1897–1992), Schlosser
- Bernhard Jeschkeit
- Willi Jungmittag, (1908–1944), Fotoreporter und Schriftsetzer, Todesurteil, Todesort: Zuchthaus Brandenburg-Görden
- Paul Junius (1901–1944), Maschinenschlosser, Askania Werke, Todesurteil, Todesort: Zuchthaus Brandenburg-Görden
- Werner Jurr

## K
- Alfred Kafka
- Gerda Kafka
- Hugo Kapteina (1903–1945), Konstrukteur,/Ingenieur FA. Alkett (Borsigwalde), Todesort: Zuchthaus Brandenburg-Görden
- Bernhard Karl
- Gustav Kaufmann, AEG Turbine (Moabit)
- Gerhard Kaun (1911–1944)
- Erwin Kerber
- Hans Kiefert (1905–1966), Tischler
- Helene Kirsch (1906–1999), Metallarbeiterin
- Max Klamm
- Paul Klemke, Siemens-Plania
- Friedrich Klemstein, Schweißer, FA. Ludwig Loewe
- Paul Klimmek, Daimler-Benz AG
- Kurt Klinke
- Karl Klodt
- Richard Klotzbücher (1904–1945), Angestellter/Mitarbeiter im Personalwesen, AEG Turbine (Moabit), Todesort: Berlin-Plötzensee
- Otto Klubach
- Hans Kniffert (Siemens-Schaltwerk)
- Wilhelm Knop
- Paul Knorr, (1898–1944, Elmo-Werk)[4]
- Willy Kolbe, FA. Ludwig Loewe (Moabit)
- Hermann Köppen (1901–†?), Schlosser
- Kurt Kresse (1904–1945), Leipzig
- Johannes Kreiselmaier (1892–1944), Oberstabsarzt, Berlin, durch den Volksgerichtshof zum Tode verurteilt
- Otto Kroeger  (1910–1945), Maschineneinrichter, Berlin, durch den Volksgerichtshof zum Tode verurteilt
- Kurt Kujawicki
- Dr. med. Wolfgang Kühn, Arzt
- Walter Kühne (1911–†?), Schmied

## L
- Karl Ladé (1909–1945), Konstrukteur, Askania-Werke in Berlin-Mariendorf
- Otto Lang (1890–1945), Büromitarbeiter, AEG Turbine (Moabit), Todesort: Berlin-Plötzensee
- Fritz Lange (1898–1981)? (1904–1985)
- Maria Langner (1901–1967), Schriftstellerin, sie wurde zu einer Zuchthausstrafe verurteilt
- Herbert Langowski (1901–1962), AEG Turbine (Moabit)
- Bruno Lauermann, Schlosser, Kärger AG
- Hugo Launicke (1909–1975), Bauarbeiter
- Heinz Lehmann (?–?), Todesort: SS-Lager Langenfeld

- Georg Lehnig (1907–1945), Mechaniker
- Georg Leichtmann (1893–1945), Maschinenschlosser
- Wilhelm Leist (1899–1945), Dreher, AEG Turbine (Moabit)Todesort: Berlin-Plötzensee
- Otto Lemm, Wildau
- Emil Leo, Frohnau
- Paul Lerm (1909–1989), Siemens-Plania
- Walter Leu (1908–1944), Maschinenschlosser
- Hans Lippmann
- Eva Lippold (1909–1994), Magdeburg, Stenotypistin
- Karl Lüdtke, FA. Stolzenberg (Reinickendorf)
- Walter Lurat

## M
- Arthur Magnor, (1890–1945), Todesort: Zuchthaus Brandenburg-Görden, unterstützte Willy Hielscher
- Elisabeth Magnor
- Hildegard Margis (1887–1944), Autorin
- Jahn Masek, Knorr-Bremse
- Hubert Materlik (1895–1944), Arbeiter
- Ernst Mehlhase, FA. Ludwig Loewe (Moabit)
- Harry Menzel
- Erdmann Meyer
- Herbert Meybaum
- Walter Mickin (1910–2001)
- Erich Mielke, (1902–1945), Vorarbeiter, 2. Weltkrieg nicht überlebt, Todesort: Zuchthaus Brandenburg-Görden, FA. Schulze & Schneider (Kabelwerk)
- August Mikutta, Packer, Deutscher Verlag
- Franz Moericke (1885–1956), Modelltischler und Politiker, AEG Turbine (Berlin-Moabit)
- Wilhelm Moll[5]
- Karl Müller (?–1945), Schlosser, AEG Turbine (Moabit), Freitod während der Haft

## N
- Kurt Nast
- Robert Neddermeyer (1887–1965), Landwirt und Geflügelzüchter
- Emil Nehring, Schlosser[6]
- Theodor Neubauer (1890–1945), Thüringen, Soziologe,
- Gertrud Neuhof (1901–1987), Frohnau, Stenotypistin
- Lucie Nix (* 4. Mai 1916; † 15. September 1991), beherbergte und versorgte 1944 mit ihrem Vater Walter Glass und ihrer Schwester Vera Wulff den geflohenen Bernhard Bästlein, hatte Kontakt zu Franz Jacob, Festnahme 5. Juli 1944, VGH-Urteil am 1. November 1944 – 4 Jahre Zuchthaus
- Friedrich (Fritz) Nitschke (1906–1944), Berlin, Feinmechaniker
- Erwin Nöldner (1913–1944), Schlosser, FA. Auert (Weißensee)
- Paul Nowak, FA. Ludwig Loewe (Moabit)

## P
- Willi Paarmann, Schleifer, AEG Wildau
- Walter Pahl
- Johannes Paucka (1897–1945), Sattler
- Rudolf Peter (1889–1945), Buchbinder, Deutscher Verlag, Todesort: Zuchthaus Brandenburg-Görden[7]
- Richard Piepenburg, AEG Turbine (Moabit)
- Franz Pieper (1904–1945), Maschinenbauer, AEG Turbine (Moabit), Todesort: Berlin-Plötzensee[8]
- Martha Plenzdorf
- Fritz Plön (1906–1944), Schweißer
- Waldemar Plotek (1880–1945), Arbeiter, Todesort: Zuchthaus Brandenburg-Görden, FA. Bergmann (Wilhelmsruh)
- Heinz Plüschke (1897–1954), Werkzeugdreher
- Erna Plüschke
- Erich Pohl (?–1945), Arbeiter, AEG Turbine (Moabit), Todesort: Berlin-Plötzensee / auch Gruppe um Richard Weller
- Magnus Poser (1907–1944), Thüringen
- Lydia Poser (1909–1984), Thüringen
- Erich Prenzlau[9] Niederlehme
- Emil Priemer, Werkmeister
- Franz Pütz (?–1944), Kaufmann, in Berlin in Biebricher Straße 9 wohnhaft

## R
- Ernst Reinke, (?–1945), Siemens-Plania
- Erwin Reisler (1911–1996), Argus (Reinickendorf)
- Fritz Reuter
- Paul Richter (?–1945), Maschinenschlosser/Arbeiter, Todesort: Zuchthaus Brandenburg-Görden
- Friedrich Rödel (1904–1945), Magdeburg
- Fritz Rossignol (1903–1993)
- Margarete Rossignol (1904–?), geb. Plath
- Karl Rudolf
- Otto Rosentreter, Schlosser, Kärger AG
- Heinz Rottke, FA. Stolzenberg (Reinickendorf)
- Karl Rudolf, Nieter, Heinkel Flugzeugwerke, Oranienburg
- Kurt Rühlmann (1903–1945), Schlosser und Technischer Angestellter, Todesurteil
- Kurt Rydlewski, Werkzeugschlosser

## S
- Georg Sacke (1902–1945), Leipzig, Historiker
- Gustav Sadranowski (1898–1945), Schlosser und Dreher, AEG Turbine (Moabit), Todesort: Berlin-Plötzensee[10]
- Änne Saefkow (1902 in Düsseldorf –1962 in Berlin)
- Anton Saefkow (1903–1944)
- Willi Sänger (1894–1944), Arbeitersportler, Kurier nach Leipzig zur Schumann-Engert-Kresse-Gruppe, Todesurteil
- Max Sauer (1893–1961), Werkmeister, FA. Stolzenberg (Reinickendorf)
- Erich Schaeffer, FA. Alkett (Borsigwalde)
- Wilhelm Scheer (auch: Willi Scheer)
- Johann Schellheimer (1899–1945), Magdeburg
- Otto Schernikau (1900–1978), Industriearbeiter
- Albert Schimmel (1900–†?), Bierbrauer
- Gustav Schlaupitz, Knorr-Bremse
- Helene Schlör (1887–1964)
- Jakob Schlör (1888 in Holzkirchhausen/Bayern –1956 in Berlin), Kellner, Redakteur, Gewerkschafter
- Alfons Schmid
- Alfred Schmidt (1891–1985), Leipzig, Brauereiarbeiter
- Franz Schmidt, (?–1944), KWO, Todesurteil, Krankenpfleger, Todesort: Zuchthaus Brandenburg-Görden
- Wilhelm Schmidt, Schlosser
- Ruth Schneider
- Grete Schöneck (1911–2004)
- Hans Schönfelder (1921–†?), Werkzeugmacher
- Paul Schütze, Wildau
- Hans Schulz (?–1945), Dreher, FA. Ludwig Loewe (Moabit), Todesort: Zuchthaus Brandenburg-Görden
- Käthe Schulz
- Egmont Schultz (?–1945), FA. Siemens (Siemensstadt)
- Marga Schumacher, Frohnau
- Willy Schumacher, Hasse & Wrede (Marzahn)
- Georg Schumann (1886–1945), Leipzig, Werkzeugmacher, Todesurteil
- Martin Schwantes (1904–1945), Magdeburg
- Otto Schwandt, FA. Ludwig Loewe (Moabit)
- Georg Schwarz (1896–1945), Leipzig
- Fritz Schwinzert (1903–1971), Fabrikinspektor, AEG Turbine (Moabit)
- Martha Segers (Rentnerin)
- Clemens Seifert
- Rudolf Seiffert (1908–1945), Rohrleger und Revisor, FA. Siemens (Siemensstadt)
- Jacques Seintier (1921–†?), Werkzeugmacher
- Wilhelm Selke (1893–1945), Ullstein/Deutscher Verlag, Todesurteil
- Kurt Sempf, FA. Ludwig Loewe (Moabit)
- Ernst Sieber
- Kurt Siering
- Hans Ludwig Sierks (1877–1945), Leipzig
- Ernst Siebert (1916–1994), Die Innere Front
- Kurt Sindermann (1904–1945), Dresden
- Josef Smolka (1897–†?)
- Herbert Splanemann, Werkzeugmacher, Teves-Werke Wittenau
- Alfred Sonneson
- Hermann Stahlberg, Siemens-Plania
- Willi Stoph (1914–1999), Maurer
- Johanna Steinbach (1894– nach 1968), Kreuzberg, Lebensgefährtin von Bruno Hämmerling und Mutter von Ursula Marx, überlebte das KZ Ravensbrück
- Franz Streit (1898–1945), Berlin
- Stanislaus Szczygielski (1902–1945), Metallsortierer, Todesurteil

## T
- Gertrud Temlitz (1909–1997), Schneiderin, Schönow
- Ferdinand Thomas (1913–1944), Geburtsort: Heidelberg
- Ella Trebe (1902–1943)
- Herbert Tschäpe (1913–1944),
- Willi Tschorsch (1899–1975), AEG Turbine (Moabit)

## U
- Walter Uhlmann

## V
- Elli Voigt (1912–1944), Schönow, Todesurteil, Todesort: Berlin-Plötzensee
- Fritz Voigt (1906–?)
- Kurt Voigt
- Rudolf Voigt

## W
- Helmut Wagner (1911–1944), hingerichtet im Zuchthaus Brandenburg am 4. Dezember 1944
- Marta Wagner
- Lisa Walter
- Georgi Wassiljew, Organisator des Widerstands in mehreren Kriegsgefangenenlagern, dem im Frühsommer 1944 die Flucht mit Hilfe von Willy Hielscher und Arthur Magnor gelang
- Gustav Wegener (1908–1944), Todesurteil, Schriftsetzer
- Alfred Weiland (1906–1978)
- Arthur Weisbrodt (1909–1944)
- Martin Weise
- Wilhelm Weiß (1901–1946)
- Richard Weißensteiner (1907 in Pola – 1943 in Berlin-Plötzensee), Schweißer, Knorr-Bremse und Borsig-Werke[11]
- Richard Wenzel (1904–1980)
- Fritz Werner
- Heinrich Werner
- Alois Wiesen, Argus (Reinickendorf)
- Hermann Wolff (1906–1945), Vermessungstechniker, verstorben in Thüringen
- Emil Wölk (1903–1944), Ingenieur
- Julius Wordelmann (1885–1945), Hotelangestellter
- Vera Wulff, (* 14. August 1920), Studentin, beherbergte und versorgte 1944 mit ihrem Vater Walter Glass und ihrer Schwester Lucie Nix den geflohenen Bernhard Bästlein, hatte Kontakt zu Franz Jacob, Festnahme 5. Juli 1944, VGH-Urteil am 1. November 1944 – 4 Jahre Zuchthaus

## Z

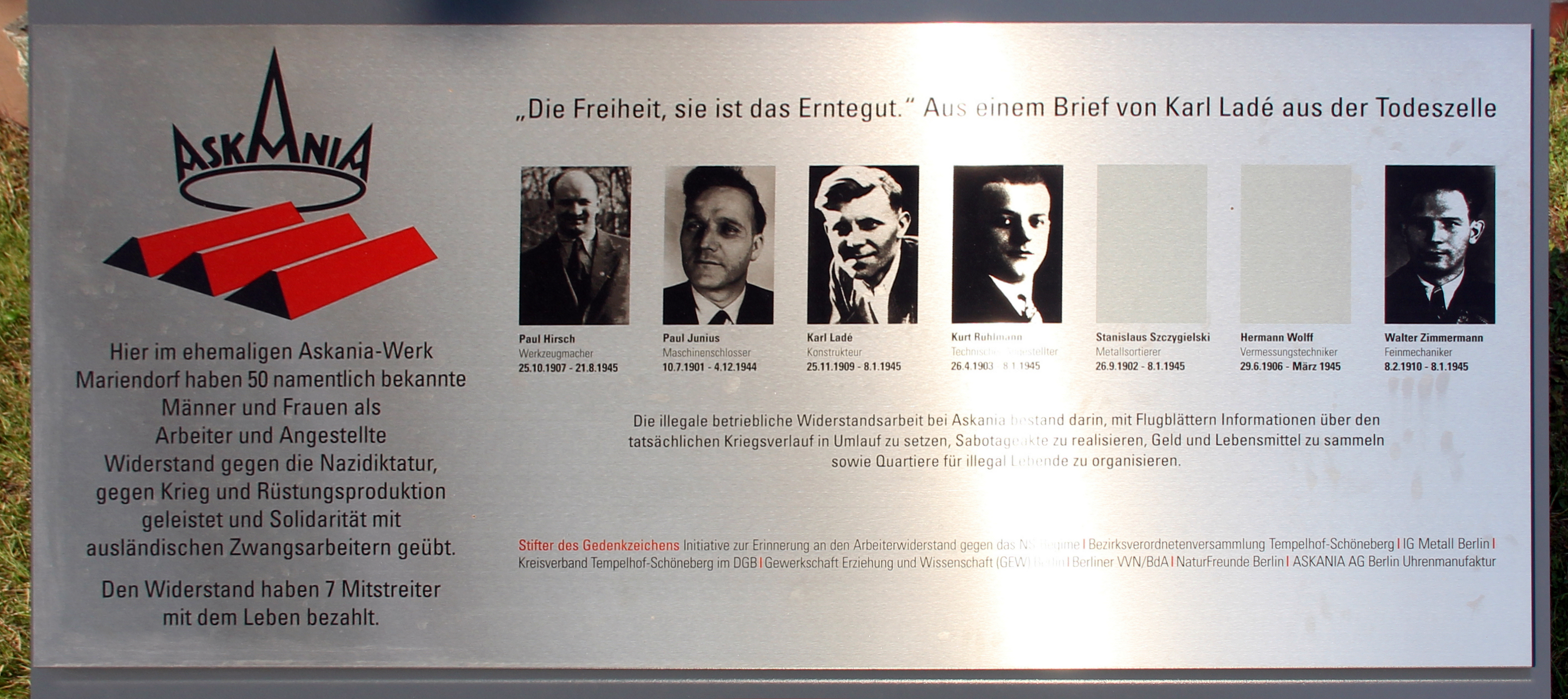
Gedenktafel für Paul Hirsch, Paul Junius, Karl Ladé, Kurt Rühlmann, Stanislaus Szczygielski, Hermann Wolff und Walter Zimmermann in Berlin-Mariendorf

- Walter Zimmermann (8. Februar 1910 Berlin – 8. Januar 1945 Zuchthaus Brandenburg).[12] Zimmermann war SPD-Mitglied und arbeitete als Feinmechaniker bei den Askania Werken in Mariendorf. Dort bildete er gemeinsam mit Paul Hirsch, Paul Junius, Karl Ladé und einigen anderen Personen, die sich bereits aus dem organisierten Arbeitersport kannten, den Kern der dortigen Betriebsgruppe der Saefkow-Jacob-Bästlein-Organisation.[13] Karl Lade, Kurt Rühlmann und Walter Zimmermann wechselten 1943/44 in das Zweigwerk der Askania Werke in Weißensee, wo sie sich weiterhin im Widerstand engagierten.[14] Die Gruppe unterstützte ausländische Zwangsarbeiter, sammelte für sie Lebensmittel, Medikamente und Kleidung, verbreitete Flugblätter mit Nachrichten von „Feindsendern“ über den tatsächlichen Kriegsverlauf und verübte eine Reihe von Sabotageaktionen im Betrieb, der kriegswichtige Präzisionsinstrumente herstellte. 21 Mitglieder der Gruppe wurden im Verlauf einer Verhaftungswelle durch die Gestapo festgenommen, darunter Walter Zimmermann am 25. Juli 1944. Sie wurden wegen Hochverrats, Feindbegünstigung und Nichtanzeige dieser Delikte angeklagt.[1] Alle Festgenommenen wurden am 30. November 1944 vom Volksgerichtshof verurteilt, vier davon, Karl Ladé, Kurt Rühlmann, Stanislaus Szczygielski und Walter Zimmermann, zum Tode.[14][15]
- Gerhard Zeidler
- Gerhart Ziller (1912–1957), Maschinenbau-Ingenieur, 1944–45 im KZ Sachsenhausen und im Gefängnis Leipzig
- Paul Zobel (1891–1945), Verlagsredakteur, Todesort: KZ Dachau